# エドゥアール・ロジェ＝バセラン
エドゥアール・ロジェ＝バセラン（Édouard Roger-Vasselin、1983年11月28日 - ）は、フランス・ジュヌヴィリエ出身の男子プロテニス選手。
2014年全仏オープン男子ダブルスでジュリアン・ベネトーとペアを組んで優勝した。これまでにATPツアーでシングルス優勝はないが（準優勝2回）ダブルス12勝を挙げている。自己最高ランキングはシングルス35位、ダブルス6位。身長188cm、体重75kg。右利き、バックハンド・ストロークは両手打ち。

## 来歴
父親は1983年全仏オープンのシングルスでジミー・コナーズを破り、準決勝進出経験のある名テニスプレイヤー、クリストフ・ロジェ＝バセランである。
4大大会では2007年全仏オープンで主催者推薦選手として初出場した。2回戦でラデク・ステパネクを3-6, 6-1, 0-6, 6-4, 6-4で破り、3回戦でフアン・モナコに4-6, 2-6, 4-6で敗れた。続くウィンブルドン選手権でも3回戦まで進出した。4大大会のシングルスでは3回戦進出が最高成績である。
2009年の楽天ジャパン・オープンでは予選から勝ち上がり1回戦で、当時5位のフアン・マルティン・デル・ポトロを6-4, 6-4で破る金星を挙げ、トップ10プレイヤーに初めて勝利した。
2012年2月の南フランス・オープンダブルスでニコラ・マユと組み初優勝した。2012年はマユとのペアで3勝を挙げた。
2013年ウィンブルドン選手権男子ダブルスではロハン・ボパンナと組んだダブルスでベスト4に進出した。準決勝ではブライアン兄弟に7-6(4), 4-6, 3-6, 7-5, 3-6のフルセットで敗れた。楽天ジャパン・オープンでもボパンナとのペアで優勝した。
2014年全仏オープン男子ダブルスではジュリアン・ベネトーと組んで決勝に進出。決勝ではマルセル・グラノリェルス/マルク・ロペス組を6-3, 7-6(1)で破り初の4大大会タイトルを獲得した。フランス人ペアの全仏優勝は1984年のヤニック・ノアとアンリ・ルコント以来30年ぶりであった。

## ATPツアー決勝進出結果

### シングルス: 2回 (0勝2敗)
| 大会グレード                            |
| グランドスラム (0-0)                    |
| ATPワールドツアー・ファイナル (0-0)     |
| ATPワールドツアー・マスターズ1000 (0-0) |
| ATPワールドツアー・500シリーズ (0-0)    |
| ATPワールドツアー・250シリーズ (0–2)    |

| サーフェス別タイトル |
| ハード (0–2)         |
| クレー (0-0)         |
| 芝 (0-0)             |
| カーペット (0-0)     |

| 結果   | No. | 決勝日       | 大会           | サーフェス | 対戦相手                 | スコア      |
| ------ | --- | ------------ | -------------- | ---------- | ------------------------ | ----------- |
| 準優勝 | 1.  | 2013年3月3日 | デルレイビーチ | ハード     | エルネスツ・グルビス     | 6–7(3), 3–6 |
| 準優勝 | 2.  | 2014年1月5日 | チェンナイ     | ハード     | スタニスラス・ワウリンカ | 5–7, 2–6    |

### ダブルス: 30回 (18勝12敗)
| 結果   | No. | 決勝日         | 大会           | サーフェス    | パートナー             | 対戦相手                                              | スコア                              |
| ------ | --- | -------------- | -------------- | ------------- | ---------------------- | ----------------------------------------------------- | ----------------------------------- |
| 優勝   | 1.  | 2012年2月5日   | モンペリエ     | ハード (室内) | ニコラ・マユ           | ポール・ハンリー ジェイミー・マリー                   | 6–4, 7–6(4)                         |
| 優勝   | 2.  | 2012年2月26日  | マルセイユ     | ハード (室内) | ニコラ・マユ           | ダスティン・ブラウン ジョー＝ウィルフリード・ツォンガ | 3–6, 6–3, [10–6]                    |
| 優勝   | 3.  | 2012年9月23日  | メス           | ハード (室内) | ニコラ・マユ           | ヨハン・ブルンストロム フレデリク・ニールセン         | 7–6(3), 6–4                         |
| 優勝   | 4.  | 2013年7月15日  | ニューポート   | 芝            | ニコラ・マユ           | ティム・スミチェク ライン・ウィリアムズ               | 6-7(4), 6–2, ［10-5］               |
| 準優勝 | 1.  | 2013年7月20日  | ボゴタ         | クレー        | イゴール・セイスリング | プラブ・ラジャ ディビジ・シャラン                     | 6–7(4), 6–7(3)                      |
| 優勝   | 5.  | 2013年7月29日  | アトランタ     | ハード        | イゴール・セイスリング | コリン・フレミング ジョナサン・マレー                 | 7–6(6), 6–3                         |
| 優勝   | 6.  | 2013年10月6日  | 東京           | ハード        | ロハン・ボパンナ       | ジョン・ピアース ジェイミー・マリー                   | 7–6(5), 6–4                         |
| 優勝   | 7.  | 2014年2月16日  | マルセイユ     | ハード (室内) | ジュリアン・ベネトー   | ジョナサン・マレー ポール・ハンリー                   | 4–6, 7–6(6), [13–11]                |
| 優勝   | 8.  | 2014年6月7日   | 全仏オープン   | クレー        | ジュリアン・ベネトー   | マルセル・グラノリェルス マルク・ロペス               | 6-3, 7-6(1)                         |
| 準優勝 | 2.  | 2014年10月12日 | 上海           | ハード        | ジュリアン・ベネトー   | ボブ・ブライアン マイク・ブライアン                   | 3–6, 6–7(3)                         |
| 優勝   | 9.  | 2015年7月26日  | ボゴタ         | ハード        | ラデク・ステパネク     | マテ・パビッチ マイケル・ヴィーナス                   | 7–5, 6–3                            |
| 準優勝 | 3.  | 2015年8月16日  | モントリオール | ハード        | ダニエル・ネスター     | ボブ・ブライアン マイク・ブライアン                   | 6–7(5), 6–3, [6–10]                 |
| 優勝   | 10. | 2015年8月23日  | シンシナティ   | ハード        | ダニエル・ネスター     | マルチン・マトコフスキ ネナド・ジモニッチ             | 6–2, 6–2                            |
| 優勝   | 11. | 2015年9月27日  | メス           | ハード (室内) | ルカシュ・クボット     | ピエール＝ユーグ・エルベール ニコラ・マユ             | 2–6, 6–3, [10–7]                    |
| 準優勝 | 4.  | 2015年10月11日 | 北京           | ハード        | ダニエル・ネスター     | バセク・ポスピシル ジャック・ソック                   | 6–3, 3–6, [6–10]                    |
| 準優勝 | 5.  | 2016年7月9日   | ウィンブルドン | 芝            | ジュリアン・ベネトー   | ピエール＝ユーグ・エルベール ニコラ・マユ             | 4–6,6–7(1),3–6                      |
| 優勝   | 12. | 2016年7月24日  | ワシントンD.C. | ハード        | ダニエル・ネスター     | ルカシュ・クボット アレクサンダー・ペヤ               | 7–6(3), 7–6(4)                      |
| 優勝   | 13. | 2016年10月23日 | アントワープ   | ハード (室内) | ダニエル・ネスター     | ピエール＝ユーグ・エルベール ニコラ・マユ             | 6-4, 6-4                            |
| 準優勝 | 6.  | 2017年5月14日  | マドリード     | クレー        | ニコラ・マユ           | ルカシュ・クボット マルセロ・メロ                     | 5-7, 3-6                            |
| 準優勝 | 7.  | 2017年6月25日  | ロンドン       | 芝            | ジュリアン・ベネトー   | ジェイミー・マリー ブルーノ・ソアレス                 | 2–6, 3–6                            |
| 優勝   | 14. | 2017年9月25日  | メス           | ハード (室内) | ジュリアン・ベネトー   | ウェスリー・クールホフ アルテム・シタク               | 7-5, 6-3                            |
| 準優勝 | 8.  | 2017年10月29日 | バーゼル       | ハード (室内) | ファブリス・マルタン   | イワン・ドディグ マルセル・グラノリェルス             | 5-7, 6-7(6)                         |
| 準優勝 | 9.  | 2018年4月15日  | マラケシュ     | クレー        | ブノワ・ペール         | ニコラ・メクティッチ アレクサンダー・ペヤ             | 5-7, 6-3, [7-10]                    |
| 準優勝 | 10. | 2018年8月5日   | ワシントンD.C. | ハード        | マイク・ブライアン     | ジェイミー・マリー ブルーノ・ソアレス                 | 6–3, 3–6, [4–10]                    |
| 優勝   | 15. | 2018年9月23日  | メス           | ハード (室内) | ニコラ・マユ           | ケン・スクピスキ ニール・スクピスキ                   | 6–1, 7–5                            |
| 優勝   | 16. | 2018年10月21日 | アントワープ   | ハード (室内) | ニコラ・マユ           | マルセロ・デモリエ サンティアゴ・ゴンザレス           | 6–4, 7–5                            |
| 準優勝 | 11. | 2018年10月28日 | ウィーン       | ハード (室内) | マイク・ブライアン     | ジョー・ソールズベリー ニール・スクピスキ             | 6–7(5), 3–6                         |
| 優勝   | 17. | 2019年2月10日  | モンペリエ     | ハード (室内) | イワン・ドディグ       | アントニー・オワン ベンジャミン・ボンジ               | 6–3, 6–3                            |
| 優勝   | 18. | 2019年5月25日  | リヨン         | クレー        | イワン・ドディグ       | ケン・スクピスキ ニール・スクピスキ                   | 6-4, 6-3                            |
| 準優勝 | 12. | 2019年7月13日  | ウィンブルドン | 芝            | ニコラ・マユ           | フアン・セバスティアン・カバル ロベルト・ファラ       | 7–6(5), 6–7(5), 6–7(6), 7–6(5), 3–6 |

## 4大大会シングルス成績
略語の説明
| W | F | SF | QF | #R | RR | Q# | LQ | A | Z# | PO | G | S | B | NMS | P | NH |

W=優勝, F=準優勝, SF=ベスト4, QF=ベスト8, #R=#回戦敗退, RR=ラウンドロビン敗退, Q#=予選#回戦敗退, LQ=予選敗退, A=大会不参加, Z#=デビスカップ/BJKカップ地域ゾーン, PO=デビスカップ/BJKカッププレーオフ, G=オリンピック金メダル, S=オリンピック銀メダル, B=オリンピック銅メダル, NMS=マスターズシリーズから降格, P=開催延期, NH=開催なし.
| 大会           | 2003 | 2004 | 2005 | 2006 | 2007 | 2008 | 2009 | 2010 | 2011 | 2012 | 2013 | 2014 | 2015 | 2016 | 2017 | 通算成績 |
| -------------- | ---- | ---- | ---- | ---- | ---- | ---- | ---- | ---- | ---- | ---- | ---- | ---- | ---- | ---- | ---- | -------- |
| 全豪オープン   | A    | A    | LQ   | A    | LQ   | 1R   | LQ   | LQ   | LQ   | 2R   | 2R   | 3R   | 2R   | LQ   | A    | 5-5      |
| 全仏オープン   | LQ   | LQ   | LQ   | A    | 3R   | LQ   | LQ   | 2R   | 1R   | 2R   | 2R   | 1R   | 1R   | A    |      | 5-7      |
| ウィンブルドン | A    | LQ   | A    | A    | 3R   | 1R   | 1R   | LQ   | 1R   | 1R   | 1R   | 2R   | LQ   | 2R   |      | 4–8      |
| 全米オープン   | A    | LQ   | LQ   | A    | 1R   | LQ   | LQ   | LQ   | 1R   | 1R   | 2R   | 1R   | LQ   | LQ   |      | 1-5      |